# Klein-Kuttingen
Klein-Kuttingen (Limburgs: Kling-Kuttinge) is een buurtschap ten zuiden van Epen in de gemeente Gulpen-Wittem in de Nederlandse provincie Limburg. De buurtschap, die eigenlijk bij Kuttingen hoort, is de meest zuidelijk gelegen plaats van Nederland (het Europese deel daarvan). Ten noorden van Klein-Kuttingen ontspringt de Elzeveldlossing, een zijrivier van de Geul.
In Klein-Kuttingen staan verschillende boerderijen, waaronder de monumentale vierkantshoeve 't Veld.
Waarschijnlijk is de naam terug te herleiden naar de woorden kort en smal - einde.
(Epens: kùt en ing)

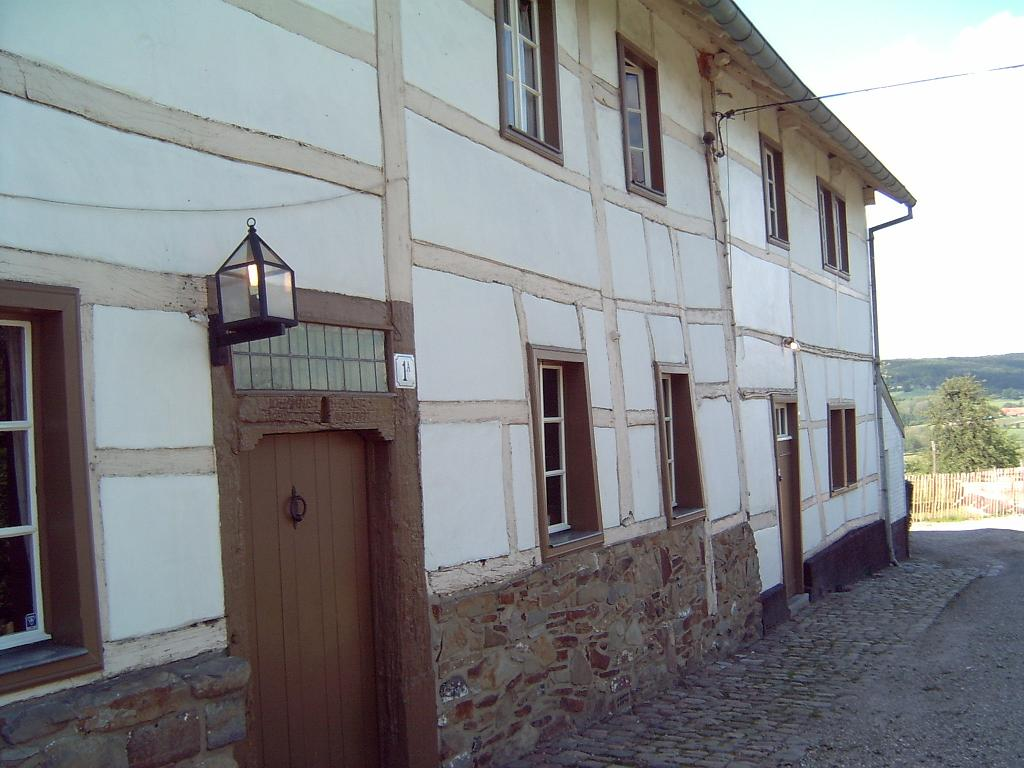
Hoeve 't Veld
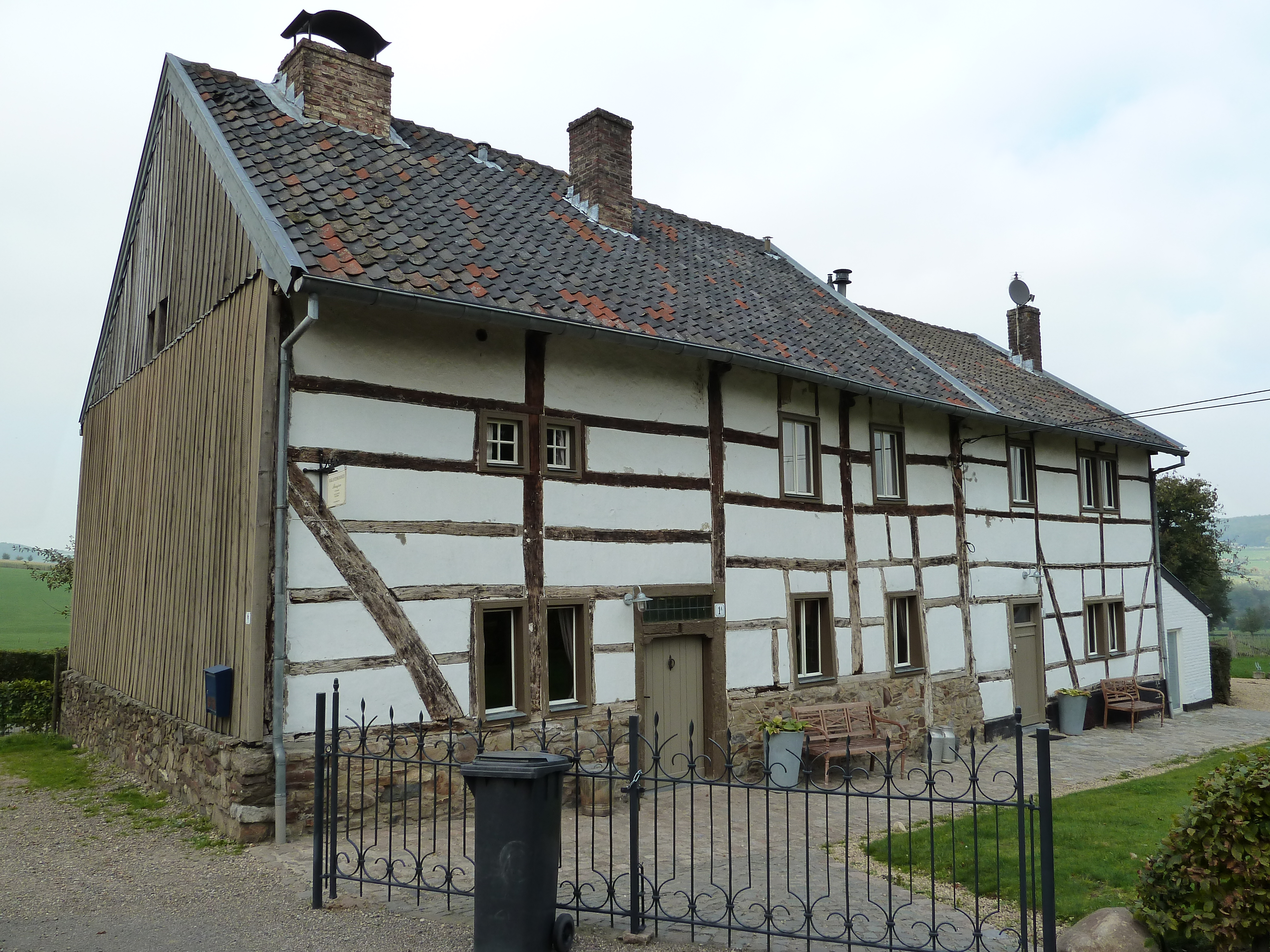
Vakwerkboerderij en tevens rijksmonument
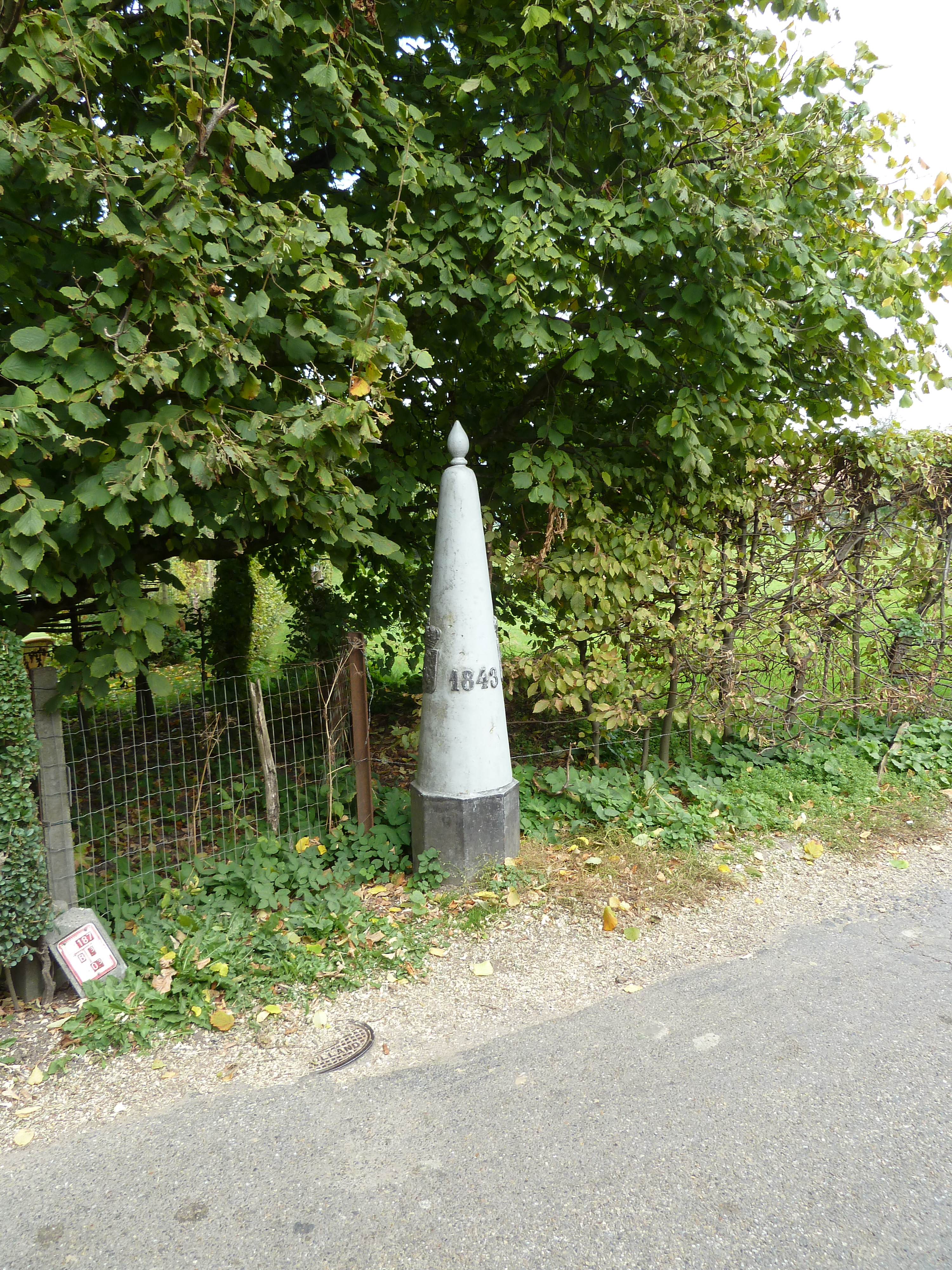
Grenspaal 11 op de Nederlands-Belgische grens in de buurtschap

Dorpen: Epen · Eys · Gulpen · Mechelen · Nijswiller · Partij-Wittem · Reijmerstok · Slenaken · Wahlwiller · Wijlre

Gehuchten en buurtschappen: Beertsenhoven · Berghem · Berghof · Beutenaken · Billinghuizen · Bissen · Bommerig · Broek · Cartils · Crapoel · Dal · Diependal · Elkenrade · Elzet · Eperheide · Etenaken · Euverem · Eyserhalte · Eyserheide · Gracht Burggraaf · Heijenrath · Helle · Hilleshagen · Höfke · Hoogcruts · Hurpesch · De Hut · Ingber · Kapolder · Kleeberg · Klein-Kullen · Klein-Kuttingen · Kosberg · Kuttingen · Landsrade · Overeys · Overgeul · Partij · Pesaken · De Piepert · Plaat · Schilberg · Schweiberg · Sinselbeek · Stokhem · Terpoorten · Terziet · Trintelen · Waterop · Wittem

Limburg: Steden en dorpen      Nederland: Provincies · Gemeenten